# Abadía de Blanchelande
La Abadía de Nuestra Señora y San Nicolás Blancalanda es una antigua abadía de la orden de Prémontré fundada en el siglo XII en Neufmesnil en el departamento de La Mancha y la antigua diócesis de Coutances. La iglesia de la abadía y varios edificios del convento fueron demolidos después de la Revolución Francesa.

## Historia

### Fundación
No lejos del priorato de Saint-Michel du Bosc que había fundado anteriormente, el Señor de La Haye-du-Puits, Richard de La Haye, senescal de Normandía, fundó un priorato en 1154 con el nombre de Brocqueboeuf, en Lithaire. El senescal y su esposa, Matilde de Vernon, hija del señor de Néhou, fundaron así una abadía dedicada a la Santísima Virgen y a San Nicolás de Bari. Desde octubre del año siguiente, los primeros ocho monjes tenían una capilla de madera, dirigida por Renouf, el primer abad conocido. Esta capilla fue bendecida por Richard de Bohon, Obispo de Coutances. Seis años después de esta fundación, Renouf la hizo trasladar a las orillas del Naudouil, en el valle entre Brocqueboeuf y el Monte Étenclin. En mayo de 1161, el obispo Richard introdujo los cánones premonstratenses, de los cuales había treinta en 1170. La nueva iglesia, construida en piedra, fue bendecida por el obispo Guillaume de Tournebu en febrero de 1186. Los fundadores, Richard de La Haya y Mathilde de Vernon, fueron enterrados allí cerca del coro. Brocqueboeuf, donde habían vivido los primeros monjes, se convirtió en un simple priorato dependiente de la nueva abadía.
La Abadía de Blanchelande pronto se convirtió en un importante lugar religioso, una abadía premonstratense, sirviendo a varias de las parroquias de los alrededores.
En el siglo XI, Guillaume Avenel dio a la Abadía de Blanchelande la iglesia de San Martín de Avenel.
También en el siglo XI, la abadía dio su nombre a la abadía y al pueblo de Blanchland, en Northumberland, en el norte de Inglaterra. Esta abadía fue fundada en 1163.

## Primeros abades
No se conoce el nombre del primer abad o superior. Residió en Brocqueboeuf con la primera comunidad.
Renouf de La Ronceie, primer prior de Brocqueboeuf, trasladó su comunidad al actual emplazamiento de la abadía; bendijo el nuevo cementerio conventual el 28 de junio de 1160 y puso la primera piedra de la nueva iglesia el 28 de abril de 1161. Murió el 26 de julio de 1169.
Pedro el Poeta, fue elegido el 4 de noviembre de 1169 como el principal arquitecto de la construcción de la iglesia de la abadía, iniciada por su predecesor. Su abadía-iglesia fue consagrada por el obispo Guillaume de Tournebu a mediados de enero de 1186. Desarrolló la propiedad de la abadía, a pesar de la pérdida de las posesiones que permanecieron bajo el dominio inglés, y murió el 5 de enero de 1217.